# Wendelsteinalm
Die Wendelsteinalm ist eine Alm in den Bayerischen Voralpen. Sie liegt im Gemeindegebiet von Bayrischzell.
Das Almgebiet befindet sich in einer Mulde an der Südseite des Wendelsteins zwischen Bockstein und Lacherspitz. Diese ist auch Teil des Skigebietes Wendelstein.
Die Alm wird am einfachsten über die Sudelfeldstraße erreicht.